# Хёкур Хаукссон
Хёкур Хейдар Хаукссон, Хёйкюр Хейдар Хёйкссон (исл. Haukur Heiðar Hauksson; родился 1 сентября 1991 года в Акюрейри, Исландия) — исландский футболист, защитник шведского АИКа и национальной сборной Исландии.

## Клубная карьера
Хёкур начинал свою карьеру в «Акюрейри» из своего родного города. За четыре сезона в этой команде он принял участие в восьмидесяти встречах исландского первенства. Следующим клубом Хёкура стал «Рейкьявик», за который он выступал на протяжении трёх лет. В 2015 году Хёкур перебрался в шведский клуб АИК. Сейчас он является основным правым защитником шведского коллектива.

## Международная карьера
Хёкур представлял Исландию на юношеском и молодёжном уровнях. Во взрослой Сборной Исландии он дебютировал 19 января 2015 года в матче против сборной Канады.
Хёкур попал в заявку сборной на Евро-2016.

## Достижения

### «Рейкьявик»
- Чемпион Исландии (1): 2013.
- Обладатель Кубка Исландии (2): 2012, 2014.
- Обладатель Суперкубка Исландии (2): 2012, 2014.